# Bernard Bro
Pour les articles homonymes, voir Bro.
Bernard Bro, né le 22 mai 1925 à Paris et mort le 23 octobre 2018 à Solesmes, est un prêtre dominicain français.
Prédicateur et écrivain, professeur de théologie au studium generale du Saulchoir, il est réputé comme l'un des grands spécialistes mondiaux de la vie et des écrits de Thérèse de Lisieux.

## Biographie
Bernard Bro entre le 9 octobre 1944 au couvent Saint-Jacques de Paris où il prononce le 20 mai 1946 sa profession simple. Il fait sa profession solennelle définitive le 5 juin 1949 au Saulchoir d’Étiolles. Il est ordonné prêtre au même lieu le 15 juillet 1951.

### Missions et responsabilités
De 1964 à 1971, Bernard Bro dirige les éditions du Cerf. 
Il est prédicateur chargé des Conférences de Carême à Notre-Dame de Paris. Il assure la responsabilité de la messe de la radio à France Culture. Il est l'un des prédicateurs à la télévision, au « Jour du Seigneur ». Il est par ailleurs  auteur-prédicateur  de plus de 400 émissions intitulées  « Paraboles » sur la chaîne de télévision catholique KTO.
Écrivain et auteur de nombreux livres, il étudie les écrits de sainte Thérèse de Lisieux. Il fonde avec Mgr Guy Gaucher, Conrad de Meester et Pierre Descouvemont des séminaires thérésiens.

## Récompenses et distinctions
- 1983 : Grand prix catholique de littérature pour l'ensemble de son œuvre
- 1991 : Prix Charles-Blanc pour son livre La Beauté sauvera le monde
- Médaille d'argent de l'Académie française

## Œuvres
- Apprendre à prier, Le Cerf, 1960
- Le Témoignage des Cloîtrées. Bénédictines, carmélites, clarisses, dominicaines, trappistes, visitandines. Dieu leur suffit, Le Cerf, 1962
- Faut-il encore pratiquer ?, Le Cerf, 1967
- Heureux de croire, Le Cerf, 1968
- On demande des pécheurs, Le Cerf, 1969
- Dieu seul est humain, Le Cerf, 1973
- La Gloire et le mendiant, Le Cerf, 1975
- Contre toute espérance, Le Cerf, 1975
- Le Pouvoir du mal, Le Cerf, 1976
- Jésus-Christ ou rien , Le Cerf, 1977
- Devenir Dieu, Le Cerf, 1978
- Surpris par la certitude, 4 volumes, Le Cerf, 1980-1981 :

1. Avant tous les siècles
2. À cause de nous
3. Le Moi inconnu
4. La Naissance éternelle

- La Meule et la cithare,  Le Cerf, 1982
- Le Secret de la confession,  Le Cerf, 1983
- Les Portiers de l'aube,  Le Cerf,  1984
- La Stupeur d’être,  Le Cerf,  1985
- Jean-Marie Vianney, curé d’Ars, Le Cerf,  1986
- Marie, espoir de Dieu, Le Cerf, 1987
- La foi n'est pas ce que vous pensez, Le Cerf, 1988
- La Beauté sauvera le monde, Le Cerf, 1990
- Peut-on éviter Jésus-Christ ?, Éditions de Fallois, 1995
- Thérèse de Lisieux. Sa famille, son Dieu, son message, Éditions Fayard, 1996
- Mais que foutait Dieu avant la Création ?, Éditions Fayard, 1997
- Aime et tu sauras tout, Éditions Fayard, 1998
- Le Murmure et l'ouragan, Éditions Fayard, 1999
- La Libellule ou... le haricot. Confessions sur le siècle, Presses de la Renaissance, Paris, 2003
- On demande des pécheurs, coll. « Trésors du christianisme », Le Cerf, 2007
- Les Paraboles, 4 volumes, Le Cerf, 2007 :

1. La Tour Eiffel et le Bottin
2. Le Clown et le catéchisme
3. Aimez-vous l'ail et les oignons ?
4. Où se sentir chez soi ?

- Avec Michel Carrouges, Jean-Marie Vianney, le saint curé d'Ars, coll. « Trésors du christianisme », Le Cerf, 2009

## Télévision
- Sur KTO, émission Paraboles.